# دهستان غلامان
دهستان غلامان نام دهستانی در بخش غلامان شهرستان راز و جرگلان، استان خراسان شمالی در ایران است. براساس سرشماری مرکز آمار ایران در سال ۱۳۹۵، جمعیت آن ۵۲۰۳ نفر (در ۱۵۶۶ خانوار) بوده‌است.